# Bréville-les-Monts

Bréville-les-Monts este o comună în departamentul Calvados, Franța. În 1 ianuarie 2022 avea o populație de 651 de locuitori.